# جائزة ميركوري
جائزة ميركوري (بالإنجليزية: Mercury Prize)‏ هي جائزة سنوية في مجال الموسيقى تمنح لأفضل ألبوم من المملكة المتحدة وإيرلندا. تأسست الجائزة في عام 1992. ويحصل الفائزون على نصب تذكاري ومبلغ مالي قدره 25 ألف جنيه إسترليني.

## روابط خارجية
- جائزة ميركوري على موقع ميوزك برينز (الإنجليزية)
- جائزة ميركوري على موقع ميوزك برينز (الإنجليزية)